# Вопра
Вопра — река в России, протекает по Тотемскому району Вологодской области. Устье реки находится в 14 км от устья Тиксны по левому берегу. Длина реки составляет 29 км. В 4 км от устья впадает правй приток Маныловка.
Исток находится в 33 км к юго-западу от Тотьмы, основное течение проходит по Присухонской низине в заболоченной, лесистой местности. Почти на всём протяжении течёт вдоль шоссе Р-7 Тотьма — Чекшино. В устье реки — деревни Погорелово и Погост (Погореловское сельское поселение).

## Данные водного реестра
По данным государственного водного реестра России относится к Двинско-Печорскому бассейновому округу, водохозяйственный участок реки — Северная Двина от начала реки до впадения реки Вычегда, без рек Юг и Сухона (от истока до Кубенского гидроузла), речной подбассейн реки — Сухона. Речной бассейн реки — Северная Двина.
Код объекта в государственном водном реестре — 03020100312103000007704.